# Hūd ibn Muhakkam
Hūd ibn Muhakkam (Version: Muḥkim) al-Hawwārī, arabisch هود بن محكم الهواري, DMG Hūd ibn Muḥakkam al-Hawwārī  (gest. in der zweiten Hälfte des 9. Jahrhunderts), war ein ibāḍitischer Koranexeget in Nordafrika. Über sein Leben ist kaum etwas bekannt. Es wird angenommen, dass er als Berber vom Stamme der Hawwāra (auch: Huwwāra) in der Region des Auras-Gebirges im heutigen Algerien gelebt hat. Über seinen Vater weiß man nur, dass er unter Aflaḥ ibn ʿAbd al-Wahhāb (823–871), dem Imam der Rustamiden (778–909), das Amt eines Qādī bekleidete.
Sein Korankommentar ist nach der Vorlage von fünf ibāḍitischen Handschriften in vier Bänden erstmals im Jahr 1990 erschienen. Der Herausgeber des Werkes, ein Ibāḍit in Algerien, stellt in der Einleitung zur Edition fest, dass der Verfasser offenbar keinen eigenen Korankommentar verfasste, sondern das in Nordafrika, vor allem in Qairawān, bekannte Tafsīr-Werk von Yaḥyā ibn Sallām al-Baṣrī (gest. 815) in einer Kurzfassung vorlegte, ohne den Autor des Originals zu nennen. In einer der Handschriften wird als Randvermerk angegeben, dass das Werk Hūd ibn Muḥakkam lediglich „zugeschrieben“ worden ist (muḍāf ilā).
Der ebenfalls ibāḍitische Historiker Ibn Sallām († 887) widmet in seinem Badʾ al-islām wa-šarāʾiʿ ad-dīn بدء الإسلام وشرائع الدين / ‚Der Anfang des Islam und die Gesetze der Religion‘ ein ganzes Kapitel denjenigen Gesinnungsgenossen, unter ihnen Mitgliedern der Huwwāra, die sich in Qairawān und seiner Umgebung niedergelassen und dort am Gelehrtenleben teilgenommen haben. Diese Kontakte dürften den Zugang von Ibāḍiten zum in der Stadt bekannten Korankommentar des Yaḥyā ibn Sallām al-Baṣrī ermöglicht haben.
Die Bedeutung des vierbändigen Kommentars liegt vor allem darin, dass Ibn Muḥakkam die Koranexegese von Yaḥyā ibn Sallām al-Baṣrī durchgehend zitiert und somit Zugang zu diesem nur in Fragmenten und Teileditionen vorliegenden Werk verschafft.